# Silnice II/292
Silnice II/292 je podkrkonošská silnice II. třídy spojující Železný Brod s Krkonošemi. Délka silnice je asi 24 km.
Silnice II/292 začíná na křižovatce se silnicí I/10 v Železném Brodu. Silnice I/10 zde odbočuje doleva směrem na Tanvald, silnice II/292 odbočuje doprava směrem na Semily přes most přes řeku Jizeru. Za mostem začíná stoupání a za viaduktem začínají serpentiny. V jedné z nich odbočuje doprava silnice II/282 směrem na Loučky a Turnov. Zde silnice II/292 zatáčí doleva /směr Semily/. Po vyjetí kopce se naskýtá krásný výhled Železný Brod. Ve vesnici Pelechov odbočuje doprava silnice III/2921 směrem na Záhoří. Silnice II/292 pokračuje přímo směr Semily. Za Pelechovem silnice projíždí lesem, kde je zvýšený počet zatáček (klesání do údolí Mlýnského potoka a opětovné stoupání), a pokračuje skrze ves Proseč. Za Prosečí následuje další lesní úsek, v němž se po pravé straně silnice nalézá velký kamenolom, vlevo se prostírá přírodní rezervace Údolí Jizery u Semil a Bítouchova (silnice tvoří hranici rezervace). Následující úsek představuje klesání do Semil. V Semilech za mostem nad železniční tratí odbočuje doleva silnice III/2922 směrem na Chuchelnu. Silnice II/292 pokračuje mírně doleva, kde pak odbočuje ostřeji doprava silnice III/2829 směrem k vlakovému nádraží v semilském předměstí Podmoklice. Silnice II/292 zde pokračuje lehce doleva. Několik metrů za stadiónem se silnice kříží se silnicí II/289. Silnice II/292 odbočuje doleva a pokračuje v peáži se silnicí II/289 přes most přes Jizeru na kruhový objezd v centru Semil, kde II/292 odbočuje doleva /1. výjezd/. Silnice II/292 pokračuje směrem na Vrchlabí proti proudu podél řeky Jizery. V části obce Benešov u Semil Podolí odbočuje doleva silnice III/2893 směrem do centra obce Benešov u Semil. Silnice II/292 pokračuje přímo podél řeky. V místní části Hájů nad Jizerou Loukově odbočuje doprava silnice II/2923 směrem na Bystrou nad Jizerou. Silnice II/292 pokračuje přímo. Za Dolní Sytovou odbočuje doprava přes most přes Jizeru silnice III/28618 směrem na Peřimov. Silnice II/292 přirozeně pokračuje přímo směr Horní Sytová, Vrchlabí. Ve vesnici Horní Sytová za železničním přejezdem a mostem přes řeku Jizeru na křižovatce se silnicí I/14 poblíž soutoku Jizery s Jizerkou silnice II/292 končí.